# Univerzální kulomet vzor 59

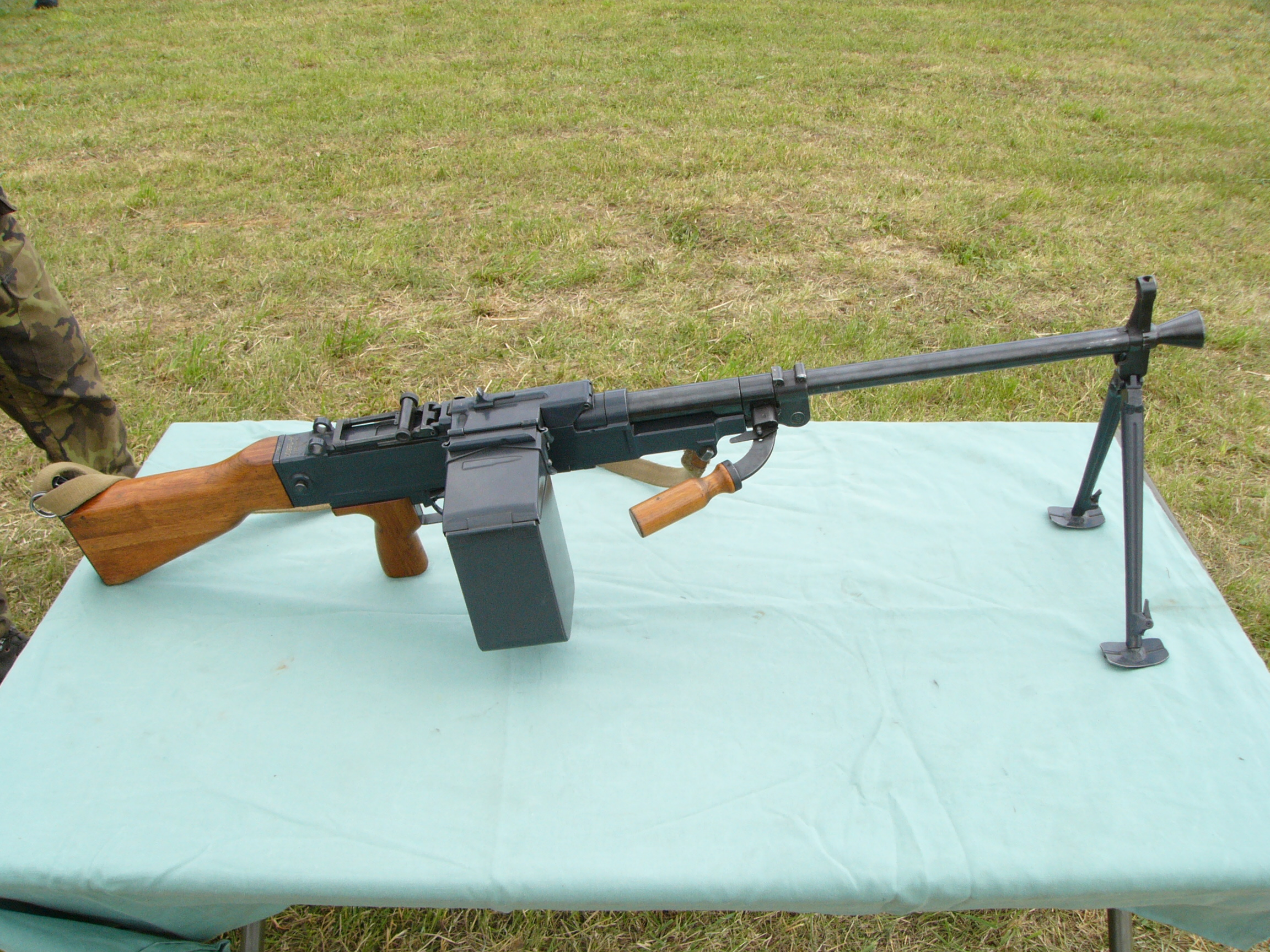
UK vz. 59

Univerzální kulomet vzor 59 je první československý univerzální kulomet, který byl zaveden do výzbroje Československé lidové armády, a to v roce 1961. Byl vyráběn v Závodech Říjnové revoluce n. p. Vsetín (Zbrojovka Vsetín, dnes firma ZVI a. s.), v letech 1960–1975 bylo vyprodukováno zhruba 37 000 kusů těchto kulometů. Vyráběla se i exportní verze pro náboj 7,62 x 51 mm NATO, který byl používán v alianci NATO, jako „Univerzální kulomet vzor 68“. Oba tyto kulomety nabízela ZVI a. s. pod obchodním názvem Rachot.

## Verze
- UK vzor 59 L verze s dvojnožkou (L-lehký)
- UK vzor 59 T verze s třínohým podstavcem (T- těžký)

## Stavba
Kulomet vz. 59 je automatická zbraň, fungující na principu tlaku prachových plynů, odváděných plynovým kanálkem s regulací. Vyměnitelná hlaveň má hladký povrch, pro přenášení a výměnu hlavně slouží rukojeť, otočně uložená za plynovým násadcem. Na ústí hlavně je našroubován kuželový tlumič plamene. U ústí hlavně je základna mušky, která slouží i k upevnění dvojnožky. Muška je válcovitového tvaru, zašroubována do nosiče mušky, chráněna chránítkem mušky. Je seřizovatelná pomocí šroubováku do stran. Hledí je upevněno k pouzdru závěr a je stavitelné v rozsahu 100–2000 metrů po 100 metrech. Pro přesnou střelbu, zvláště je-li kulomet na podstavci, se používá denní zaměřovací dalekohled ZD 4x8 vyráběný Meoptou Přerov. Dalekohled ZD 4x8 umožňuje přesné zamiřování a střelbu i za omezené viditelnosti, za soumraku a za úsvitu. Pro střelbu v noci lze využít soupravy zaměřovacího infradalekohledu PPN-2, která se skládá z infradalekohledu, infrasvětlometu SzG 02 a pouzdra s akumulátorovou baterií, nízkonapěťového měniče, vysokonapěťového měniče, dřevěného přepravního truhlíku a plátěné brašny. V současné době je tento zastaralý noční zaměřovač nahrazován moderním pasivním nočním zaměřovačem MEO 50 K vyráběným Meoptou Přerov. Ke střelbě z kulometu se používá nábojů s ocelovým jádrem (7,62-59), svítících (7,62-Sv 59), průbojných zápalných (7,62-PZ 59), redukovaných (7,62-Rd 59) a cvičných (7,62-Cv 59). Pro střelbu cvičným střelivem je nutno provést montáž jednoduchého zařízení pro střelbu a násadce (místo tlumiče ohně) na ústí hlavně. Výcvik v činnosti se zbraní se provádí s využitím střeliva školního (7,62-Šk 59).
Univerzálnost kulometu spočívala ve stavebnicovém pojetí konstrukce, v možnosti použití ke střelbě s lehkou hlavní na dvojnožce, s těžkou hlavní na podstavci nebo využití kulometu jako lafetované zbraně ve vozidle, kdy ke spuštění dochází pomocí elektromagnetického spouštědla, kterým je nahrazena pažba zbraně. Při nepřetržité střelbě je možno vystřelit z těžké hlavně 500 ran, z lehké hlavně 350 ran.

## Technické údaje
- Ráže: 7,62 mm
- Náboj:	7,62x54 mm R

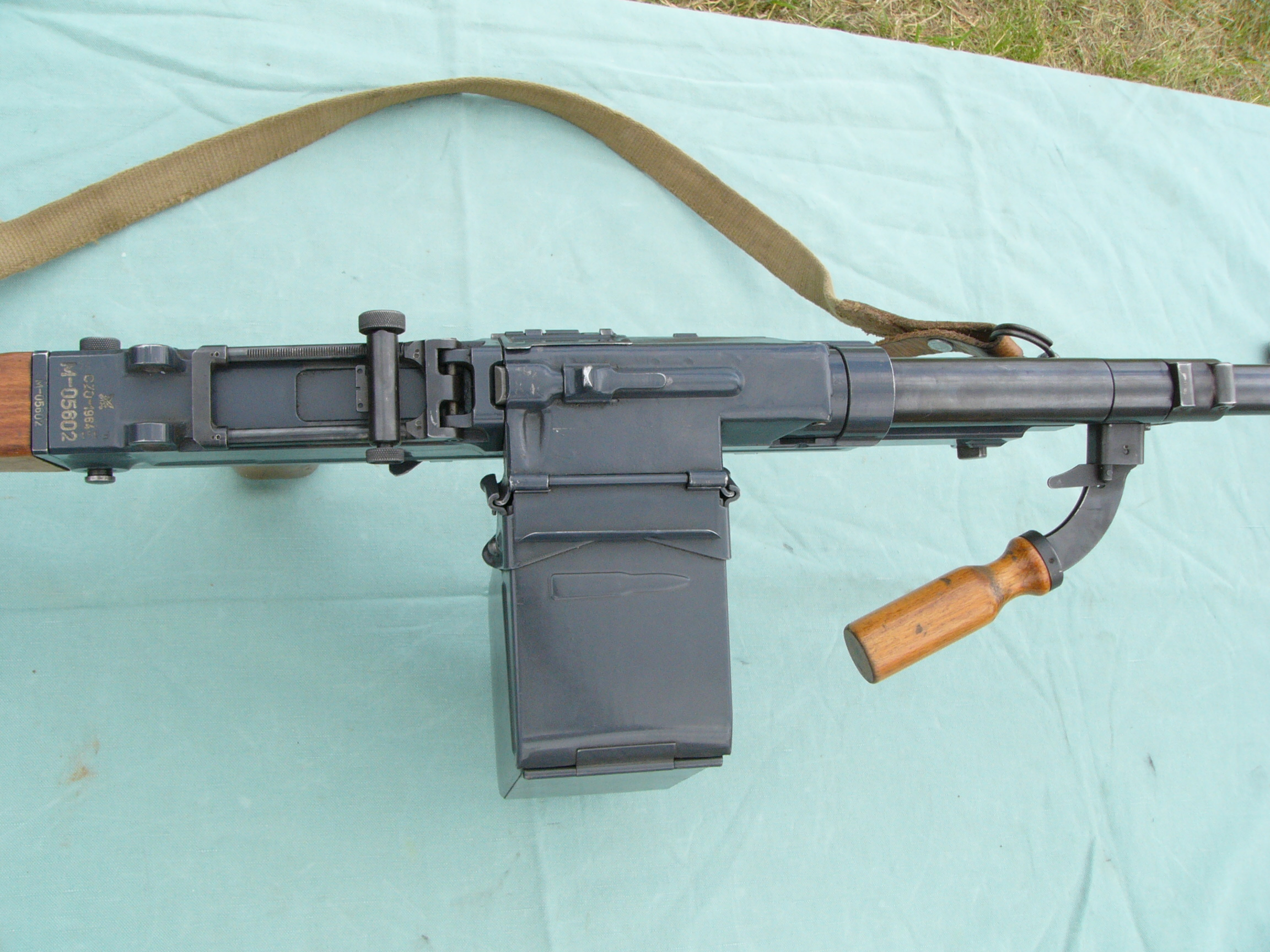
UK vz.59 – detail

- Délka zbraně - lehká hlaveň: 1115 mm
- Délka zbraně - těžká hlaveň: 1215 mm
- Délka hlavně bez tlumiče plamene – lehká hlaveň: 550 mm
- Délka hlavně bez tlumiče plamene – těžká hlaveň: 650 mm
- Hmotnost s lehkou hlavní a dvojnožkou: 8,67 kg
- Hmotnost s těžkou hlavní a podstavcem: 19,24 kg
- Počáteční rychlost střely s lehkou hlavní: 810 m/s
- Počáteční rychlost střely s těžkou hlavní: 830 m/s
- Bojová rychlost střelby: 700–800 ran/min
- Maximální dostřel: 4800 m
- Účinný dostřel UK 59 L: 600 m
- Účinný dostřel UK 59 T: 1500 m
- Kapacita nábojového pásu: 50 (lehká verze – schránka) / 250 nábojů (těžká verze – pás)

## Použití a náhrada kulometu vzor 59 v Armádě ČR
Kulomet vz.59 byl, po vyřazení kulometu vz. 52/57 a neuspokojivých testech kulometné verze vz. 58 KLEČ, zaveden jako automatická zbraň družstva, na což se však jako univerzální kulomet v puškové ráži 7,62 × 54 mm R nehodil. Obě předem zmíněné zbraně byly ve své době klasifikovány jako lehké, resp. ruční kulomety (v moderní terminologii SAW - Squad Automatic Weapon - Automatická Zbraň Družstva nebo LSW - Light Squad Weapon - Lehká Zbraň Družstva) jejichž klíčovou vlastností byla unifikace zásobníků nebo alespoň střeliva se standardní zbraní pěchoty (tehdy útočnou puškou vz.58 v ráži 7,62 × 39 mm), stejně jako sovětský ruční kulomet RPK nebo americký M249 SAW. Od osmdesátých let se počítalo s novým standardem CZ 2000 LADA, jež měl zahrnovat jak útočnou pušku, tak ruční kulomet a tak vz. 59 v roli automatické zbraně družstva nahradit. Po zavedení CZ-805 Bren je v této roli pomalu nahrazován SAW kulometem FN MINIMI. V roli univerzálního kulometu je však stále používán.